# گرفانسه، سوئیس
شهر گرفانسه  در بخش اوسته در ایالت زوریخ در کشور سوئیس واقع شده‌است که ۵٬۲۰۰ نفر  جمعیت دارد.